# 解放门街道
解放门街道，是中华人民共和国陕西省西安市新城区下辖的一个乡镇级行政单位。

## 行政区划
解放门街道下辖以下地区：
东七路社区、东八路社区、东大院社区、西六路社区、环北路社区、红星社区、尚平社区和卫民社区。